# سادات طباطبایی
سادات طباطبائی نام سلسله‌ای از سادات است که نسب خودرا به حسن مجتبی رسانند. آنها از طریق حسن بن حسن معروف به حسن مثنی به حسن مجتبی می رسند و معروف به طباطبایی یا طباطبائی هستند

## پراکندگی سادات طباطبائی
بنی اتج در آمل،
بنی عساف در اصفهان، بنی مستلحقان در مصر، بنی مستجد در مصر، بنی کرکی در مصر، بنی المحل در خوزستان، بغداد، حلب و بهبهان،
آل حکیم در عراق و
طباطبایی‌های زواره (که بعدها به آذربایجان و تبریز، بروجرد، یزد، طبرستان، دیلم، ری مهاجرت کردند).

## علمای خاندان طباطبائی
- سید محمدمهدی بحرالعلوم بروجردی (مؤلف الدرةالنجفیة)
- سید محمود طباطبایی بروجردی (مؤلف کتاب مواهب السنیه فی شرح الدرة النجفیه) و استاد فقیه شیعه سید هاشم موسوی خوانساری
- سید حسین طباطبایی قمی
- سید حسین طباطبایی بروجردی
- سید محمد کاظم طباطبایی یزدی
- سید محمد حسین طباطبایی
- سید محسن حکیم
- سید محمد باقر سلطانی طباطبایی بروجردی
- سید تقی طباطبایی قمی
- سید محمد حسین علوی بروجردی
- سید روح‌الله خاتمی
- سید محمد خاتمی
- سید ایوب طباطبای
- سید علی طباطبایی (صاحب ریاض)
- سید محمد طباطبایی مجاهد (صاحب مناهل و استاد شیخ انصاری)